# Cimetière naturel
Ne doit pas être confondu avec Cimetière boisé ou Cimetière paysager.

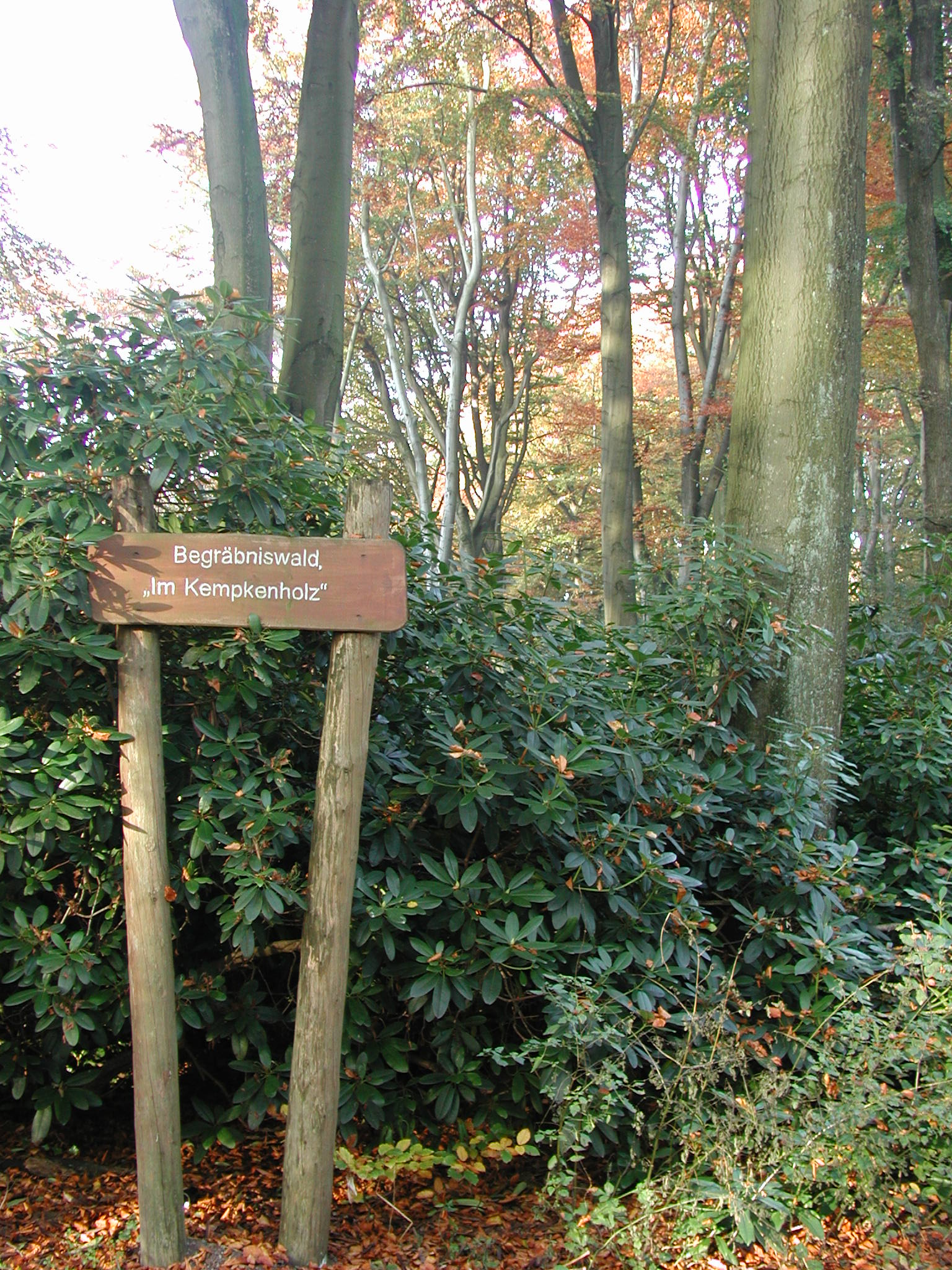
Cimetière naturel à Remscheid en Rhénanie-du-Nord-Westphalie, Allemagne. L'écriteau à l'entrée de la forêt est le seul repère permettant d'indiquer la zone funéraire.

Un cimetière naturel ou dans le cadre d'une forêt un cimetière forestier (à ne pas confondre avec un cimetière boisé traditionnel) est un lieu naturel où on peut dans un cadre légal précis rendre à la terre l'urne funéraire voire dans certains cas le corps du défunt dans un cercueil à même la terre. Le lieu précis de l'inhumation peut ne pas être renseigné ou alors il se fait au pied d'un arbre ou d'un rocher. L'entretien individuel de la sépulture n'est pas permis.
Les règles suivent la législation du pays et les règles du cimetière. L'accent est mis sur l'aspect écologique de la démarche et l'économie de formalité. La pratique est beaucoup plus répandue en République tchèque, en Allemagne ou aux Pays-Bas que dans les autres pays de l'Union européenne où elle est encore marginale.

## Exemple de cimetière naturel
- Cimetière forestier de Roodt-sur-Syre au Luxembourg.
- Cimetière naturel de Souché à Niort[3].